# سبابة
السَّبَّابة أو السبة أو المسبحة أو المشيرة (بالإنجليزية: Index Finger)‏ هي الإصبع الثانية من أصابع اليد وتقع بين الإبهام والوسطى.

## الاستخدامات

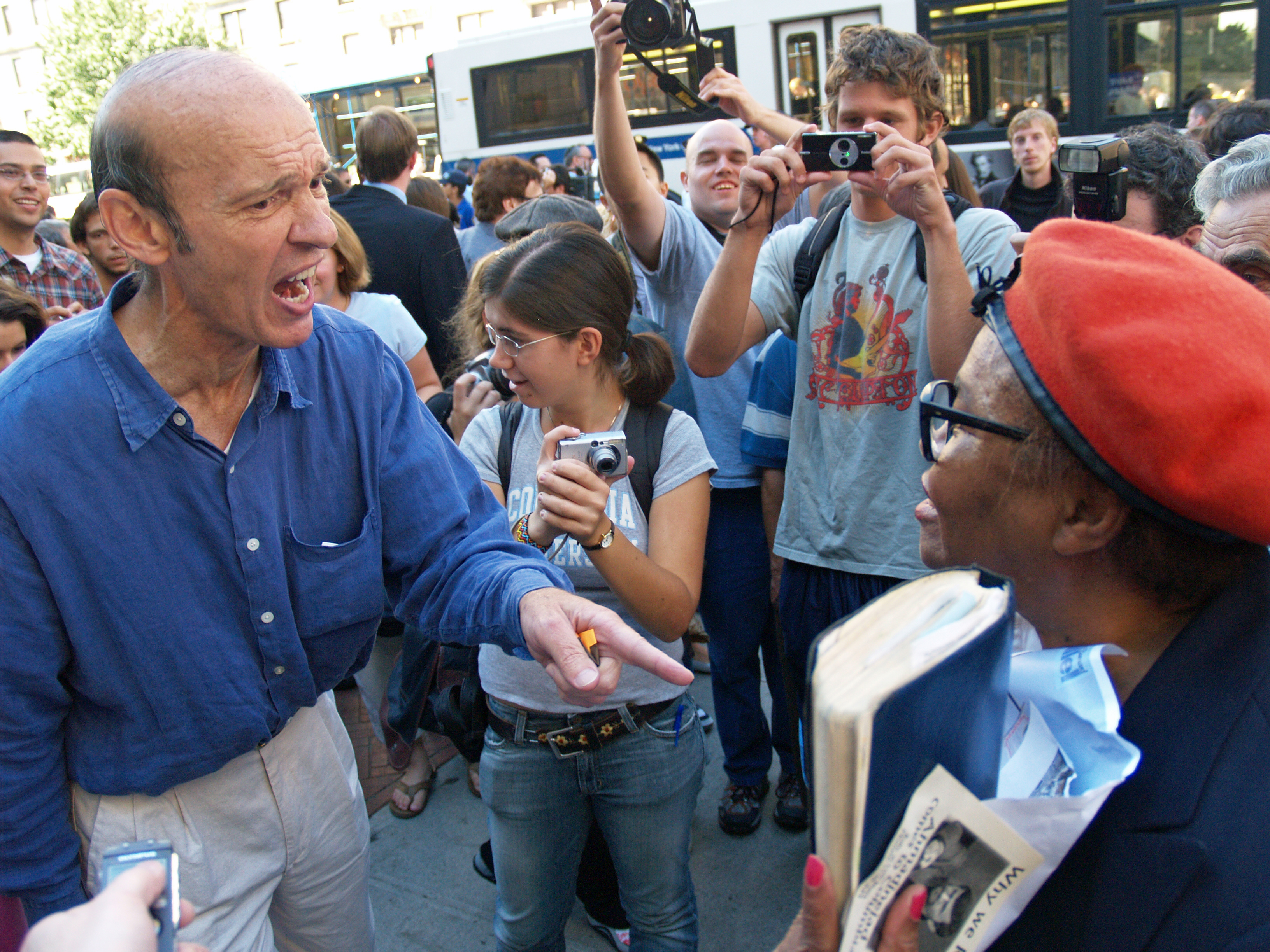
رجل يشير بسبابته إلى امرأة في أحد الاحتجاجات السياسية

تستخدم السبابة في الإشارة للأشياء، كما تستخدم عند التهديد والتحذير. كذلك قد يشير استخدام السبابة إلى النصر وهو ما يفعله بعض لاعبي كرة القدم عند إحراز هدف.

## صور

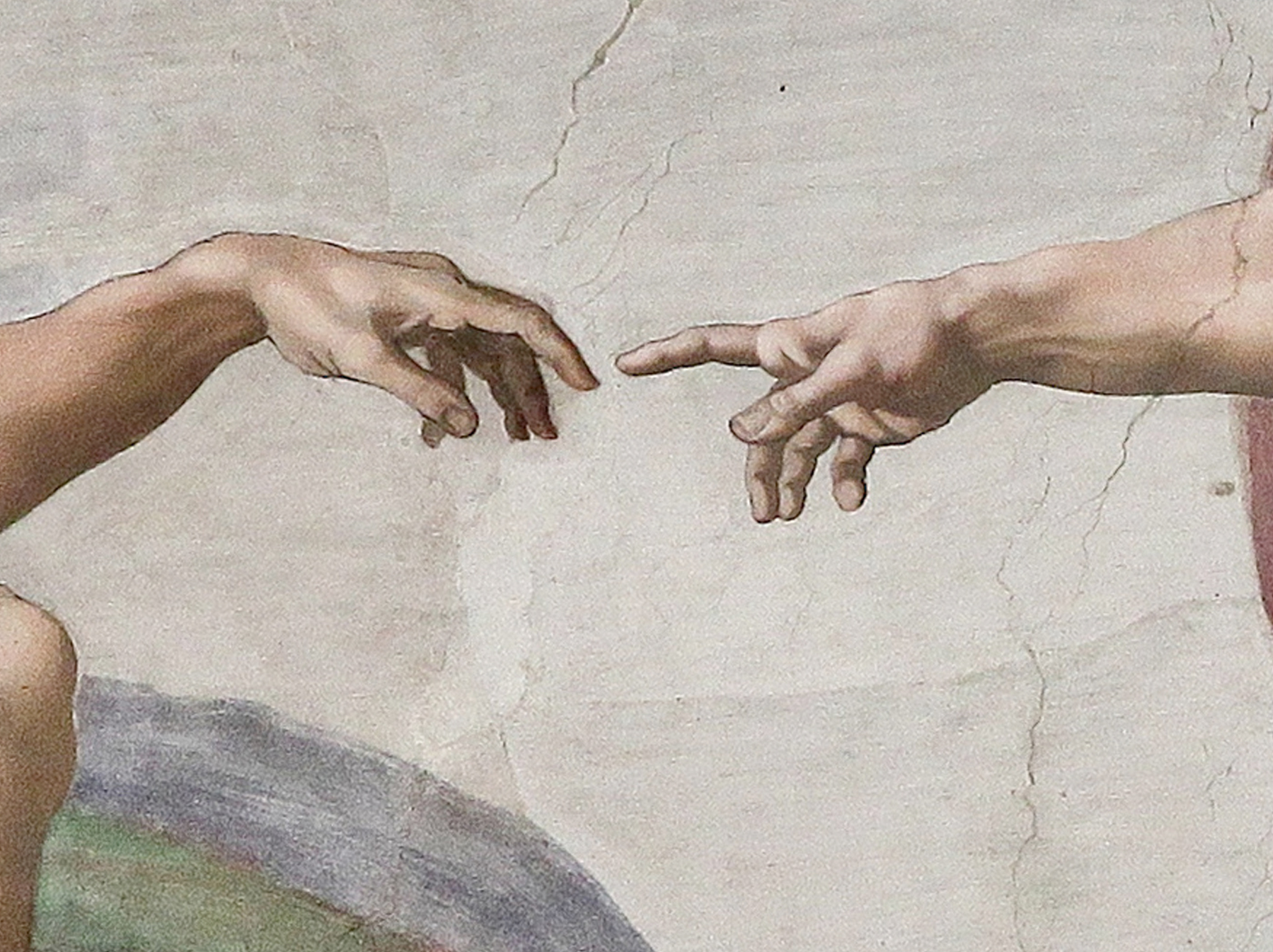
كنيسة سيستينا, Detail, ميكيلانجيلو
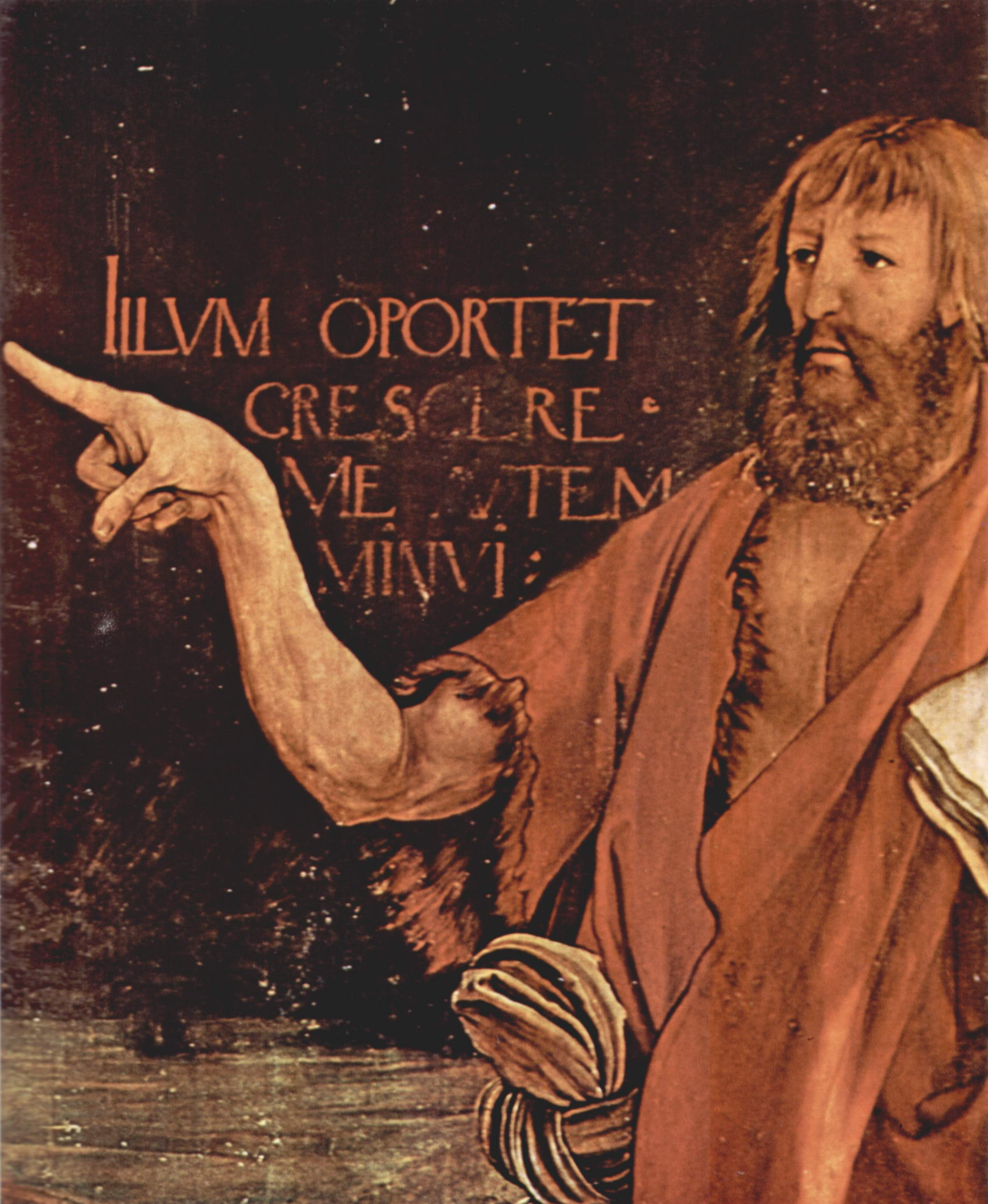
Isenheim Altarpiece, Detail: Hl. يوحنا المعمدان
يوحنا المعمدان, ليوناردو دا فينشي
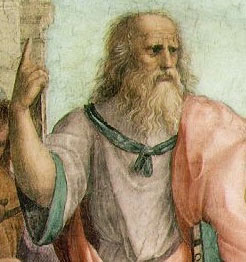
مدرسة أثينا (لوحة), Detail, رفائيل
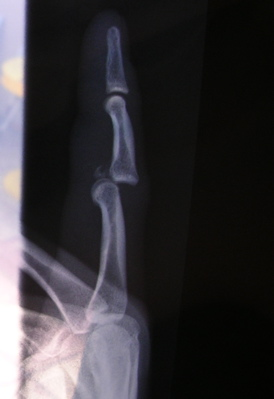
Lateral X-ray of left finger, showing proximal interphalangeal joint dislocation and fracture of the base of the middle phalanx